# Centorisoma
Centorisoma là một chi ruồi trong họ Chloropidae.